# 아나톡신-a
아나톡신-a(Anatoxin-a)는 이차, 윤생체 아민 알칼로이드로써 급성 신경독성을 나타내는 독소이다. 아나톡신-a는 1960년대 초반에 캐나다에서 발견되었으며, 1972년에 분리되었다. 아나톡신-a는 7개 속의 남세균에 의해서 생성되며, 북미, 유럽, 아시아, 아프리카, 뉴질랜드에서 그 사례가 보고되었다. 아나톡신-a에 노출시 증상으로는 운동 실조, 근육 총생, 경련 및 호흡기 마비에 의한 사망 등이 알려져 있다. 아나톡신-a는 니코틴성 아세틸콜린 수용체(nAChr)에서 아세틸콜린의 경쟁제의 역할을 함으로써 작용하며, 이와 같은 특성으로 인해, 아나톡신-a는 낮은 아세틸콜린 농도를 특징으로하는 질환의 조사에 사용되어 왔다. 맹독성과 식수 내 존재가능성으로 인해 아나톡신-a는 사람을 포함한 동물에 대한 위협요인으로 제기되고 있다.

## 안정성
아나톡신-a는 물 속 또는 다른 자연조건 하에서 불안정하며, 자외선 조건 하에서 광분해에 의해 독성이 없는 디하이드로아나톡신-a(dihydroanatoxin-a)와 에폭시아나톡신-a(epoxyanatoxin-a)로 분해된다. 아나톡신-a의 광분해는 pH와 빛의 강도에 의존적인 반면, 산소 농도에 독립적인 것으로 볼 때 빛에 의한 분해가 광산화에 의한 것은 아닌 것으로 나타나고 있다.